# Andrew Faber
Andrew Faber, pseudonimo di Andrea Zorretta (Roma, 22 luglio 1978), è uno scrittore e poeta italiano.

## Biografia
Inizia nel 2014 a raccogliere i suoi primi componimenti. A distanza di circa sei anni è tra i poeti più seguiti del web insieme a Guido Catalano e Gio Evan. Nel 2016 esce la sua prima silloge poetica dal titolo: Non ho ancora ucciso nessuno per la casa editrice torinese Miraggi Edizioni, a cui seguono nel 2017 D'amore, di rabbia, di te e nel 2018 Fermo al semaforo in attesa di trovare un titolo, vidi passare la donna più bella della storia dell'umanità. 
Pubblica a Giugno del 2022, per Interno Poesia, il nuovo libro di poesie: Ti passo a perdere. 
Il riscontro che ottiene è eccezionale. 
Il libro giunge alla quinta ristampa in pochissimi mesi.
Esordisce a teatro con lo spettacolo P-FACTOR sempre nell’anno 2016, insieme agli attori Marco Marzocca e Stefano Sarcinelli. Ad inizi 2019 incomincia a lavorare al suo primo romanzo dal titolo Cento secondi in una vita, una storia semi autobiografica che tratta in maniera tragicomico-romantica il tema dell'ansia e del panico.

## Opere

### Antologie di poesia
- Non ho ancora ucciso nessuno – Miraggi Edizioni, 2016
- D'amore, di rabbia, di te – Miraggi edizioni, 2017
- Fermo al semaforo in attesa di trovare un titolo, vidi passare la donna più bella della storia dell'umanità – Miraggi Edizioni, 2018
- Ti passo a perdere - InternoPoesia, 2022

### Romanzi
Cento secondi in una vita – Rizzoli, 2019